# 威諾納 (亞利桑那州)
威諾納（英語：Winona）是位於美國亞利桑那州可可尼諾縣的一個非建制地區。該地的面積和人口皆未知。

## 地理
威諾納的座標為35°12′18″N 111°24′30″W / 35.20500°N 111.40833°W，而該地的平均海拔高度為1902米（即6240英尺）。